# Движение шейха Мансура
Движение шейха Мансура — первое общее движение северокавказских горцев против экспансии Российской империи на Кавказе в конце XVIII века под руководством шейха Мансура. Было направлено против царизма и являлось реакцией на его колониальную политику.
На первом этапе произошло восстание чеченцев, поддержанное кумыками (Эндиреевское княжество), кабардинцами и другими народами Северного Кавказа, а на втором этапе, после ухода Мансура на Западный Кавказ, в движении участвовали адыги и закубанские ногайцы.
Деятельность Мансура была недолгой но успешной в плане объединения народов Северного Кавказа и северного Азербайджана. В июле 1787 году, потерпев военные неудачи в восточном Кавказе, Мансур перебрался за Кубань, а после окончательного поражения — в сопровождении ногайских мурз и адыгских старшин перебрался в османскую крепость Анапу, где командовал защитой и оставался до взятия её русскими войсками. При взятии крепости 22 июня 1791 года он, будучи раненным, был пленён и отправлен в Петербург.

## Шейх Мансур
Чеченец, происходил из тейпа элистанжхой.

## Восстание
В 1785 году на Северном Кавказе началось первое объединённое движение горцев против российской экспансии под руководством шейха Мансура. Оно началось на территории Чечни, но вскоре охватило и соседние регионы. Сразу после получения сообщений о появлении в Чечне авторитетного лидера, могущего представлять опасность для интересов России в регионе, русской стороной были предприняты меры для укрепления своих опорных пунктов на Кавказе. Кроме того, был сформирован отряд во главе с полковником Пиери, имевший целью захват шейха Мансура. В состав отряда входил Астраханский пехотный полк, батальон Кабардинского егерского полка, Томский пехотный полк, две гренадерских роты и несколько сот терских казаков (всего более 2 тысяч солдат и офицеров). 6 июля 1785 года отряд Пиери вошёл в село Алды, где жил шейх, но дома его не обнаружил. Тем временем жители села отрезали отряду путь к отходу. При попытке прорыва отряд был разгромлен восставшими. Уйти смогла лишь небольшая его часть. Были убиты более тысячи человек, 162 захвачены в плен (впоследствии были выкуплены русскими). Среди спасшихся оказался унтер-офицер князь Пётр Багратион.
Пытаясь развить военный успех, повстанцы в количестве 5 тысяч человек 15 июля 1785 года попытались овладеть Кизляром. Вместе с чеченцами в нападении участвовали кумыки, дербентцы, тарковцы. Однако приступ был отбит и тогда было предпринято нападение на Каргинский редут в пяти верстах от Кизляра. В ходе атаки начался пожар, вскоре достигший порохового погреба и редут взлетел на воздух вместе с защитниками. Было захвачено 4 русских пушки.
Мансур убеждал своих последователей в необходимости захвата Кизляра. Слухи дошли до русского командования и оно предприняло меры для укрепления обороны крепости. Восстание набирало силу на всём протяжении Кавказской линии. Горцы стали открыто уходить от своих старшин и владельцев. Князья Андреевской деревни докладывали: «Народ из повиновения вышел, есть у них намерение, чтобы нас из деревни выгнать».
21 августа того же года Мансур предпринял новое нападение на Кизляр. Однако русское командование, знавшее о планах Мансура, не теряло времени и сильно укрепило крепость. Горцы в ходе штурма понесли тяжёлые потери и вынуждены были отступить.
30 октября 1785 года в ущелье между Малой Кабардой и Григориполисским укреплением произошло столкновение между отрядами Мансура и русскими войсками под командованием полковника Лариона Нагеля. Горцы пытались завлечь русских в лесные чащи, однако им это не удалось. Тогда они сами перешли в атаку, но были отбиты. 5-часовой бой окончился без определённых результатов.
Царские войска стали отходить к укреплению Татартуп. Приняв этот манёвр за отступление, Мансур через несколько дней, 2 ноября, напал на русские войска близ этого укрепления. В этом сражении горцы применили техническую новинку — подвижные щиты на колёсах. Они были изготовлены из двух рядов брёвен с насыпанной между ними землёй. Щиты защищали от огня артиллерии и позволяли горцам приблизиться к русским позициям. Таких щитов было использовано в сражении около 50. Однако они не помогли Мансуру выиграть сражение и он снова вынужден был отступить.
В сентябре 1787 года на Кавказ прибыл генерал П. С. Потёмкин с 8-тысячным войском и 35 орудиями. Он имел задание покончить в восставшими. В этот момент Мансур со своими 8 тысячами горцев и закубанцев расположился в междуречье между Урупом и Лабой. 20 сентября русскими были получены сведения о том, что Мансур находится в Зеленчуке. Передовой отряд под командованием полковника Ребиндера, посланный захватить шейха, не обнаружил его на месте, но столкнулся с передовым отрядом черкесов и вагенбургом, состоящим из 600 арб. Используя численное и техническое превосходство, русские уничтожили черкесов, не щадя при этом даже женщин. В ходе боя царские войска также понесли немалые потери.
На следующий день отряд Ребиндера был атакован Мансуром. По ходу боя горцы стали теснить царские войска. Но в этот момент на помощь Ребиндеру пришли астраханские эскадроны премьер-майора Львова и гренадерский батальон секунд-майора Дорша, которые склонили чашу весов на свою сторону.
22 сентября 1787 года произошло новое сражение. Русскими войсками командовал генерал Ратиев. Накануне к Мансуру подошло подкрепление из числа абазин, бесленейцев, кипчаков и темиргойцев. Тем не менее и на этот раз успех сопутствовал русским. 24 сентября ближайший к месту сражения горский аул был сожжён царскими войсками.
Осенью 1789 года Мансур установил связи с народами, живущими на северо-востоке от Каспия и подвергавшимися притеснениям со стороны России. В середине 1790 года он вернулся на родину и стал собирать своих сторонников для нового нападения на Кизляр. Однако его призывы не получили прежней поддержки и осенью того же года он ушёл в Анапу. В 1791 году генерал Гудович штурмом взял Анапу. Мансур был пленён и отправлен в Санкт-Петербург. Его приговорили к пожизненному заключению. Он скончался 13 апреля 1794 года в Шлиссельбургской крепости.